# Andreas Kitschke
Andreas Kitschke (* 1955 in Potsdam) ist ein deutscher Architekt und Denkmalpfleger, der als Fachautor zahlreiche Schriften zur Bauerhaltung und Denkmalpflege an Kirchen und Orgeln vor allem in der Region Potsdam verfasst hat.

## Leben
Kitschke schloss sein Studium als Diplom-Ingenieur (FH) der Fachrichtung Hochbau ab. Seit 1976 ist er im Bereich der Bauerhaltung und der Denkmalpflege sowie als Projektsteuerer tätig. Nebenamtlich betrieb er umfangreiche Forschungen zur Baugeschichte von Kirchen in Berlin-Brandenburg und hielt dazu zahlreiche Vorträge.
Andreas Kitschke ist Fachberater für die Restaurierung von Kirchen und anderen historischen Gebäuden vor allem im Gebiet in und um Potsdam. Weiterhin ist er seit 2005 regionaler Orgelsachverständiger der Evangelischen Kirche Berlin-Brandenburg-schlesische Oberlausitz. Kitschke ist verheiratet und hat vier Kinder.

## Auszeichnungen
- 2001: Verleihung der Paul-Gerhardt-Medaille[1][2] durch die Kirchenleitung der Evangelischen Kirche Berlin-Brandenburg.[3]
- 2004: Auszeichnung mit dem Bundesverdienstkreuz am Bande für ehrenamtliches Engagement auf dem Gebiet der Denkmalpflege.[4]